# Кейси Уест
Кейси Уест (на английски: Kasie West) е американска писателка на произведения в жанра юношески любовен роман и фентъзи.

## Биография и творчество
Кейси Уест е родена на 23 октомври 1976 г. в Калифорния, САЩ.] Има двама братя и две сестри. От малка е запалена читателка. Завършва с бакалавърска степен Държавния университет във Фресно.
Първият ѝ роман „Опорна точка“ от едноименната фентъзи поредица е издаден през 2013 г. Гимназистката Адисън „Ади“ Колман има паранормални способности и може да погледне в бъдещето при избор. Когато родителите ѝ се развеждат тя грабва да избере дали да отиде при нормалните или не, като при различните възможности вижда различно бъдеще. Баща ѝ обаче е помолен да се консултира относно убийство в комплекса, тя неволно е въвлечена в опасна игра, и тя трябва да избере коя реалност е готова да преживее.
През 2013 г. е издаден и първият ѝ любовен роман, „Разстоянието помежду ни“ от поредицата „Магазини в Стария град“. В историята седемнадесетгодишната Кейман Мейърс, продавачка на порцеланови кукли, знае, че на богатите не бива да се вярва. Но когато богатият Ксандър Спенс с постоянно внимание я привлича може би тази ѝ вяра се пропуква. В един момент обаче открива как парите играят още по-голяма роля във взаимоотношенията им, а това пречи на намаляването на разстоянието помежду им. Романът е успешен и тя се насочва към жанра на юношеските любовни романи.
Кейси Уест живее със семейството си във Фресно, Централна Калифорния.

## Произведения

### Самостоятелни романи
- The Fill-In Boyfriend (2015)[1][2][3]
- P.S. I Like You (2016)
P.S. Харесвам те, изд.: „Емас“, София (2022), прев. Емилия Ничева-Карастойчева
- By Your Side (2017)
- Lucky in Love (2017)
- Listen to Your Heart (2018)
- Maybe This Time (2019)
- Sunkissed (2021)
- Places We've Never Been (2022)

### Поредица „Опорна точка“ (Pivot Point)
1. Pivot Point (2013)[1][2]
2. Split Second (2014)

### Поредица „Магазини в Стария град“ (Old Town Shops)
1. The Distance Between Us (2013)[1][2]
Разстоянието помежду ни, изд.: „Емас“, София (2019), прев. Илияна Бенова – Бени
2. On the Fence (2014)
Нощта на откраднатите целувки, изд.: „Емас“, София (2021), прев. Емилия Ничева-Карастойчева

### Поредица „Любов, живот и списък“ (Love, Life, and the List)
1. Love, Life, and the List (2017)[1]
2. Fame, Fate, and the First Kiss (2019)
3. Moment of Truth (2020)

### Поредица „Вземи сърцето ми“ (Borrow My Heart)
1. Borrow My Heart (2023)[2]